# Winnetka Challenger 1984
Il Winnetka Challenger 1984 è stato un torneo di tennis facente parte della categoria ATP Challenger Series nell'ambito dell'ATP Challenger Series 1984. Il torneo si è giocato a Winnetka negli Stati Uniti dal 13 al 19 agosto 1984 su campi in cemento.

## Vincitori

### Singolare
Marc Flur ha battuto in finale  Mike Leach con il punteggio di 6–3, 6–4

### Doppio
Dan Goldie /  Michael Kures hanno battuto in finale  Ricardo Acuña /  Belus Prajoux con il punteggio di 3–6, 6–4, 7–5